# سلفریج (داکوتای شمالی)
سلفریج(به انگلیسی: Selfridge) شهری در ایالت داکوتای شمالی کشور ایالات متحده آمریکا است که جمعیت آن در سرشماری سال ۲۰۱۰ میلادی، ۱۶۰ نفر بوده‌است.